# Megacyclops donnaldsoni
Megacyclops donnaldsoni is een eenoogkreeftjessoort uit de familie van de Cyclopidae. De wetenschappelijke naam van de soort is voor het eerst geldig gepubliceerd in 1929 door Chappuis.